# Pianeta X

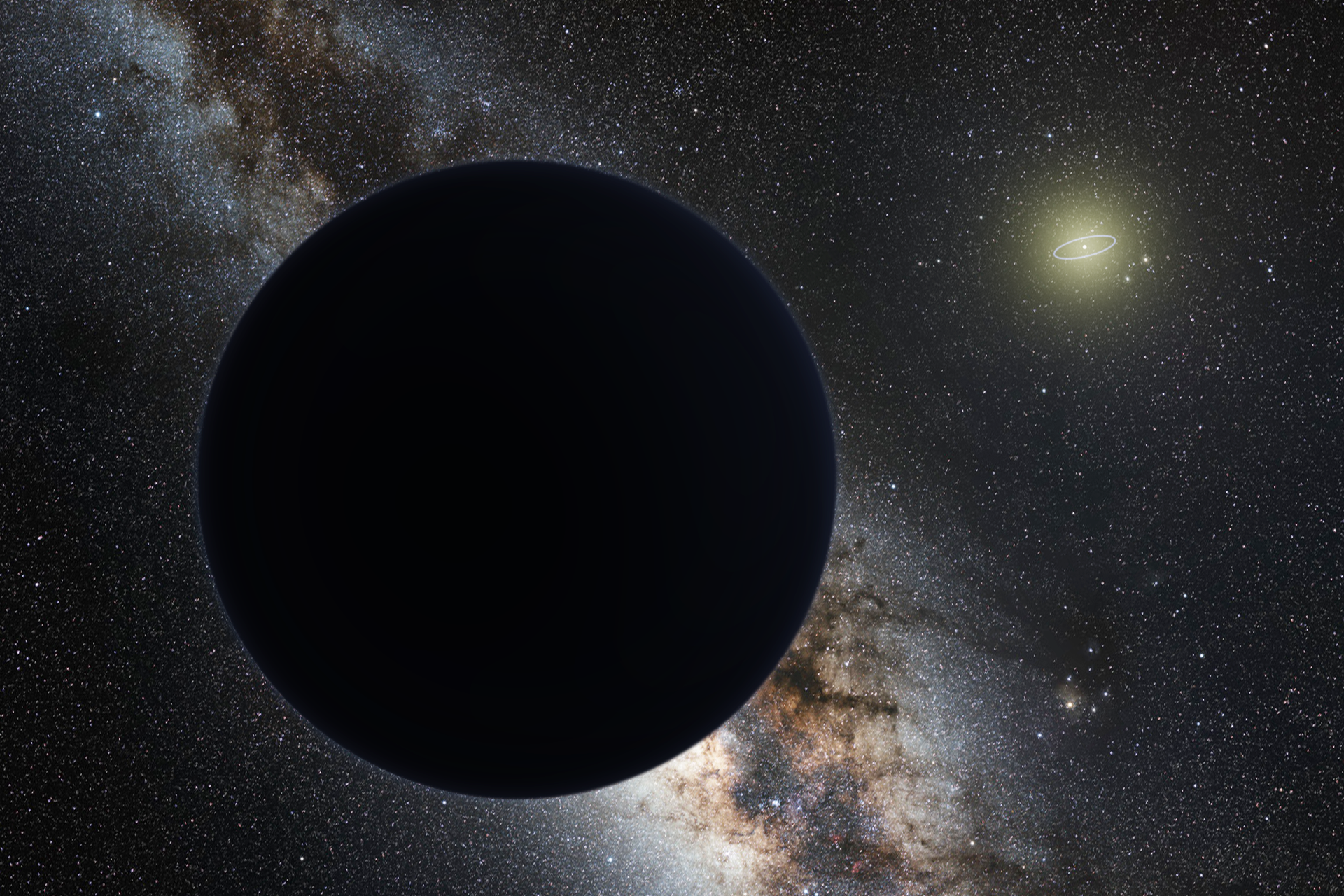
Rappresentazione artistica dell'ipotetico Pianeta X

Il pianeta X (o transnettuniano, o nono pianeta) è un pianeta ipotetico al di là di Nettuno e dei plutoidi. La sua esistenza fu ipotizzata sulla base di apparenti discrepanze nell'orbita di Nettuno.
Il tema di un ulteriore pianeta oltre a quelli conosciuti viene considerato un falso problema: le scoperte nel sistema solare esterno si moltiplicano, e numerose fasce di asteroidi e altri oggetti vengono delineate. A partire proprio da Plutone, numerosi oggetti, per cui si è coniata la definizione di oggetto transnettuniano, orbitano attorno al Sole e fanno svanire la distinzione tra pianeti e asteroidi. Lo stesso Plutone, il 24 agosto 2006, è stato declassato da nono pianeta a pianeta nano e cioè semplicemente il maggiore, o uno dei maggiori, di questi oggetti.
Ciò non evita naturalmente che ogni nuova scoperta venga salutata come quella del decimo pianeta. Nel 2004 alcuni lo identificarono con Sedna. All'inizio del 2006 la notizia che Eris superasse Plutone per dimensioni suscitò grande clamore nella stampa.
Dopo la declassificazione di Plutone a pianeta nano è adesso fonte di confusione chiamare il presunto nono pianeta come "Pianeta X", dato che "X" rappresenta il numero romano 10, tuttavia quando il termine fu coniato Plutone non era ancora stato declassato a pianeta nano, ed era ancora considerato il nono pianeta del sistema solare.
Il 20 gennaio 2016 gli astronomi del Caltech Konstantin Batygin e Michael Brown hanno annunciato una prova indiretta supplementare dell'esistenza del nono pianeta basata su un nuovo modello scientifico delle orbite estreme di alcuni oggetti transnettuniani.

## Ragioni dell'esistenza del pianeta X
Molti astronomi, alla fine del XIX secolo, ipotizzavano l'esistenza di un pianeta X. La ragione di questo entusiasmo era che, meno di 50 anni prima, il pianeta Nettuno era stato scoperto seguendo le indicazioni dei matematici John Couch Adams e Urbain Le Verrier, che basarono i loro calcoli su discrepanze delle orbite di Urano, Saturno e Giove.
Secondo il loro ragionamento, se un pianeta era stato sorprendentemente scoperto solo calcolando le differenze tra orbite teoriche e reali dei pianeti già noti, allora c'era una reale possibilità che gli errori nell'orbita di Nettuno potessero essere spiegati da un pianeta ignoto.

## La ricerca del pianeta X
L'astronomo Percival Lowell chiamò questo ipotetico pianeta "pianeta X" ovvero pianeta ignoto. Compì due ricerche separate senza successo; la prima finì nel 1909 e la seconda cominciò nel 1913, dopo avere revisionato la sua predizione sull'ipotetica posizione. Questa ricerca finì nel 1915, dopo di che Lowell pubblicò i suoi parametri teorici per il pianeta X e nello stesso anno furono registrate al suo osservatorio due deboli immagini di Plutone, ma esse non furono riconosciute come tali fino alla scoperta di Plutone, nel 1930.

## Seguito della ricerca
All'inizio si pensò che Plutone potesse essere il pianeta X, ma la sua massa non era sufficiente a spiegare le anomalie osservate nell'orbita di Nettuno, così la ricerca continuò. Tuttavia le apparenti discrepanze furono risolte quando la sonda spaziale Voyager 2 scoprì che la massa di Nettuno era stata calcolata male. Prendendo in considerazione la nuova massa di Nettuno, non c'era più bisogno di nessun pianeta ignoto per spiegarne l'orbita.
Nel gennaio 2015, gli astronomi del Caltech Konstantin Batygin e Mike Brown hanno annunciato una nuova ricerca suggerirebbe l'esistenza di un pianeta gigante che traccia un'orbita insolita e allungata nel sistema solare esterno. La previsione, pubblicata sul numero del 20 gennaio dell'Astronomical Journal, si basa su modelli matematici dettagliati e simulazioni al computer, non sull'osservazione diretta.
Il Pianeta X non è ancora stato scoperto e nella comunità scientifica si discute sulla sua esistenza.

## Altri possibili pianeti X
Sono stati scoperti numerosi oggetti più piccoli di Plutone e più grandi di Cerere, come Sedna e Orco, ma sono considerati troppo piccoli per essere chiamati pianeti e per causare le perturbazioni orbitali ai corpi che sono oggetto degli studi.
Quanto detto vale se si considerano pianeti relativamente vicini al Sole: si tenga conto infatti che la stella più vicina si trova a una distanza dell'ordine di 1×105 au e si valuti la quantità di spazio disponibile per alloggiare uno o più pianeti oltre a quelli noti.
Inoltre la luminosità di un corpo che non emette luce propria, e che quindi è visibile grazie alla riflessione della luce del Sole, decresce con la quarta potenza della distanza dal Sole o approssimativamente dalla Terra, diventando quindi rapidamente invisibile se la sua distanza al perielio risulta sufficientemente grande.

## Eris
Il 29 luglio 2005 è stata annunciata la scoperta di Eris, il primo oggetto della fascia di Kuiper caratterizzato da dimensioni quasi identiche a quelle di Plutone. Al momento della scoperta Eris si trovava a 97 au dal Sole; l'oggetto presenta un'inclinazione orbitale di 44° sull'eclittica. Una scoperta del genere era da tempo attesa, visto il proliferare di oggetti transnettuniani recentemente scoperti.

## Ulteriori studi
Il 20 giugno 2017 l'università dell'Arizona affermò di aver calcolato che un determinato tipo di perturbazioni presenti nella fascia di Kuiper potrebbe essere provocato da un corpo di massa simile a quella della Terra o di Marte. Nel 2020 è stata resa nota l’orbita del pianeta extrasolare HD 106906 (AB)b, con una massa pari a 11 volte quella di Giove e un'orbita molto eccentrica e disallineata, con un semiasse maggiore di 850 au. Questo pianeta mostra uno scenario simile a quello del pianeta X, dando la prova che una simile orbita è possibile, e l’età del suo sistema planetario, attestato a soli 15 milioni di anni, suggerirebbe che il pianeta X possa essersi formato nelle prime fasi dell’evoluzione del sistema solare, venendo espulso tramite interazioni con Giove. Al pianeta X si ricollegherebbero le insolite orbite di 14 corpi nella fascia di Kuiper, come la deformazione del disco di detriti attorno a HD 106906 (AB)b, tuttavia la scoperta del pianeta nano 2017 OF201 sembra escludere la presenza di un ulteriore pianeta transnettuniano di dimensioni significative.
Nel 2022 è stato annunciato che uno studio guidato da Sigurd Naess conclusosi l'anno precedente non ha mostrato l'esistenza di un nono pianeta, escludendo con un 95% di confidenza la presenza di un corpo relativamente massiccio posto a grande distanza dal Sole. Le osservazioni sono state effettuate con l'Atacama Cosmology Telescope situato nel deserto di Atacama, in Cile, nei pressi dell'Osservatorio di Llano de Chajnantor. Con il telescopio di sei metri sono state effettuate osservazioni alla lunghezza d'onda delle microonde, scandagliando eventuali corpi in movimento orbitale posti a una distanza tra 300 a 2000 au dal Sole.

## Il pianeta X nella finzione
- Nel classico film The Man from Planet X (1951) di Edgar G. Ulmer, il pianeta X è il misterioso pianeta d'origine dell'alieno che giunge sulla Terra.
- Il pianeta X è lo scenario di battaglia del cortometraggio L'eroe del XXIV secolo e mezzo del 1953.
- C. H. Badet nel suo romanzo Decimo pianeta (La Dixième Planete) del 1954 narra di un mondo speculare alla Terra, posto sul lato opposto della sua stessa orbita e quindi invisibile perché sempre eclissato dal Sole.[12]
- Nel Ciclo dello Spazio conosciuto di Larry Niven (1964-), Persephone è un piccolo gigante gassoso con una sola luna, Kobold.
- Anche Arthur C. Clarke, nel suo Incontro con Rama (1972), chiama Persefone il decimo pianeta, ipotizzato senza lune e di dimensioni circa tre volte la Terra.
- Nel romanzo Guida galattica per autostoppisti di Douglas Adams, il pianeta Rupert è abitato dall'equipaggio di una nave spaziale che ha dimenticato pressoché tutto della propria missione, eccetto che si presume stiano "controllando" qualcosa.
- Nel sesto film di Godzilla, l'invasione degli astromostri (1965), gli alieni, noti in Giappone come X-seijin e in America come Xiliens (Xiliani) vivono sul pianeta X, satellite di Giove e hanno l'aspetto di umanoidi cibernoidi. Riappariranno in Godzilla: Final Wars in cui mutano l'aspetto in quello di uomini rettili che tentano di conquistare la Terra.
- In Doctor Who, il decimo pianeta del sistema solare è chiamato Mondas, casa dei Cybermen. Mondas è un pianeta gemello della Terra.
- Nella serie animata televisiva giapponese Danguard i protagonisti dopo essersi scontrati lungamente sulla Terra si contendono la prelazione di Prometeo, il decimo pianeta del sistema solare
- Nel manga fantascientifico 2001 Nights, il pianeta X è un supergigante gassoso di nome Lucifero, costituito di antimateria e orbitante, in senso inverso rispetto agli altri pianeti, attorno al Sole in 666 anni; ha tre lune, Brutus, Cassius e Iudas (dai nomi delle tre anime dilaniate da Satana nell'Inferno di Dante) e si suppone che un tempo fosse una stella (riallacciandosi in parte alla teoria della stella Nemesis) ma che, in seguito a vari processi di neutralizzazione causati dall'impatto sulla sua superficie di asteroidi e comete composti di materia ordinaria, avesse perso massa fino al punto da non poter più sostenere reazioni nucleari. Il capitolo in cui compare questo pianeta è ricco di allegorie dove scienza e religione si intrecciano.
- Nell'anime e manga Sailor Moon il pianeta si chiama Nemesis (Menesis nella versione italiana) ed è il pianeta da cui arriva la Famiglia della Luna Nera, nemici del secondo arco narrativo dell'opera.
- Nel videogioco TimeSplitters 2 il quarto livello è ambientato proprio sul pianeta X.
- Il pianeta X è anche citato nei testi dello scrittore azero Zecharia Sitchin, in riferimento all'immaginario pianeta Nibiru.
- Nel manga e anime La regina dei mille anni, la trama si svolge riguardo all'avvicinarsi alla Terra di un misterioso ed enorme pianeta, dall'orbita molto eccentrica, chiamato Lamethal.
- Nell'ambientazione Mutant Chronicles, il decimo pianeta viene chiamato Nero, e si rivelerà essere il pianeta da cui partirà l'invasione del Sistema Solare da parte dell'Oscura Legione, a seguito della rottura del primo Sigillo di Repulsione da parte degli esploratori Imperial.

## Nelle pseudoscienze
Nelle pseudoscienze, in particolare nell'ufologia, lo scrittore Zecharia Sitchin sostiene l'esistenza di un decimo pianeta chiamato Nibiru nel contesto della teoria degli antichi astronauti. Inoltre nell'astrologia si sostiene l'esistenza di un pianeta chiamato X-Proserpina.